# 云南困蛛
云南困蛛（学名：Pholcomma yunnanensis）为球蛛科困蛛属的动物。在中国大陆，分布于云南等地，常生活于洞穴中。该物种的模式产地在云南。其种加词 yunnanensis 意为“云南的”。